# Stadion im. Ferenca Szuszy
Stadion im. Ferenca Szuszy (węg. Szusza Ferenc Stadion) – stadion piłkarski położony w czwartej dzielnicy Budapesztu. Na stadionie swoje mecze domowe rozgrywa drużyna Újpestu Budapeszt. Stadion Suszy Ferenca został zaprojektowany przez Alfréda Hajósa i oddany do użytku w 1922 roku. Po renowacji w 2001 roku pojemność stadionu wynosi 13 501 miejsc. Od 2003 roku stadion nosi imię Ferenca Szuszy, jednego z najlepszych węgierskich napastników w historii.

## Historia
Inauguracja stadionu miała miejsce 17 września 1922 roku. Rozegrany został wtedy mecz pomiędzy Ujpestem a Ferencvárosem. Pomiędzy 1925 a 1929 rokiem stadion posiadał bieżnie kolarską i służył jak welodrom. Pojemność stadionu w tamtym czasie wynosiła 15 000 miejsc. W 1946 powódź zniszczyła część stadionu. Po renowacji stadion gościł pierwszy międzynarodowy mecz który odbył się na stanienie. Miało to miejsce w 1948 roku, a mecz odbył się pomiędzy Węgrami a Rumunią, zakończony wynikiem 9:0 dla Węgrów. W 1949 roku pojemność stadionu wynosiła 45 117 miejsc czyniąc tym samym stadion największym na Węgrzech.
W 1949 roku stadion gościł uczestników Światowego Zjazdu Młodych oraz Studentów, W latach 50 na stadionie zamontowano bieżnie atletyczną co zredukowało liczbę miejsc na stadionie do 32 000. Oświetlenie stadionu zamontowano w 1968 roku. W 1969 roku na stadionie odbył się rewanżowy mecz finału Pucharu Miast Targowych pomiędzy Ujpestem Budapeszt a Newcastle United. Pomiędzy 1972 a 2007 rokiem stadion był areną finału Pucharu Węgier.
Do 2000 roku jedyną renowacją stadionu było wymienienie oświetlenia które odbyło się w roku 1988. W latach 2000–2001 odbyła się gruntowna renowacja stadionu, w ramach której powstały zupełnie nowe trybuny, zmieniając układ obiektu na typowo piłkarską arenę, bez bieżni lekkoatletycznej. Po modernizacji liczba miejsc została zredukowana do 13 501. Realizacja przebudowy przebiegła etapowo, a stadion w jej trakcie zachował swoją funkcjonalność.

## Frekwencja
Średnia frekwencja na meczach zespołu
- 2000/2001: 3194
- 2001/2002: 3437
- 2002/2003: 2732
- 2003/2004: 3508
- 2004/2005: 3389
- 2005/2006: 4635
- 2006/2007: 3045
- 2013/2014: 2511[1]